# Atlético El Vigía
Atlético El Vigía Fútbol Club ist ein venezolanischer Fußballverein aus El Vigía. Der Verein wurde 1987 gegründet und trägt seine Heimspiele im Estadio Ramón Hernández aus, das Platz für 12.000 Zuschauer bietet. Atlético El Vigía wurde bisher noch nie venezolanischer Fußballmeister und spielt derzeit in der Segunda División, der zweithöchsten Spielklasse in Venezuela.

## Geschichte

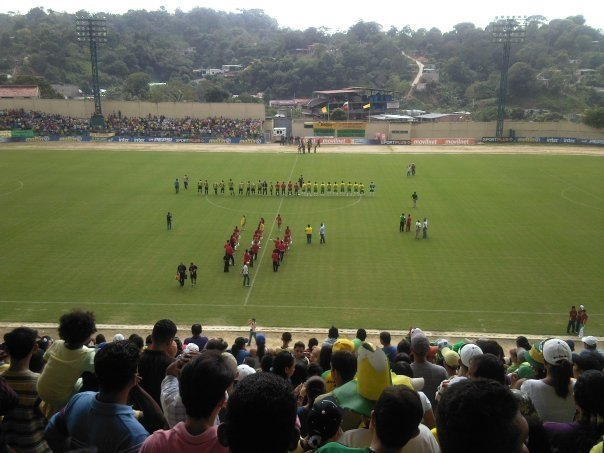
Das Stadion des Vereins

Atlético El Vigía wurde am 31. Oktober 1987 gegründet. Zunächst spielte der Verein in unteren Ligen des venezolanischen Fußballs. In der Saison 1998/99 gelang erstmals der Aufstieg in die Primera División. Dort belegte man in der ersten Saison in der Gesamttabelle den zehnten Platz und konnte den Klassenerhalt feiern. Doch in der nächsten Saison, 2000/01, musste Atlético El Vigía den Gang in die Zweitklassigkeit antreten und konnte erst zwei Jahre später in die Primera División zurückkehren. Diesmal erfolgte bereits im ersten Jahr nach dem Aufstieg der direkte Wiederabstieg in die Segunda División. Der Verein verweilte nun drei Jahre lang in der zweithöchsten Spielklasse und erst 2006/07 stieg man wieder in die erste Liga auf. Dort wurde der fünfzehnte Platz erreicht, der den Klassenerhalt bedeutete. 2009/10 erreichte Atlético El Vigía mit einem neunten Platz in der Gesamttabelle die beste Platzierung des Vereins in der ersten Liga. Doch die Apertura 2010 verlief wieder wenig erfolgreich für Atlético El Vigía, man erreichte nur den sechzehnten und drittletzten Rang, was aber noch nichts in Bezug auf den Klassenerhalt zu bedeuten hat, da die Absteiger in Addition der beiden Halbjahressaisons Apertura und Clausura ermittelt werden.

## Erfolge
- Segunda División: 3× (1993, 2003, 2007)

## Bekannte Spieler
- Rafael Dudamel
- Javier Toyo
- Leonel Vielma